# 日本太平洋島嶼国友好議員連盟
日本太平洋島嶼国友好議員連盟（にほんたいへいようとうしょこくゆうこうぎいんれんめい）は、2014年6月に設立された日本の超党派の議員連盟。

## 目的
- 太平洋島嶼国に対する国民の理解の促進
- 日本外交における太平洋島嶼国の地位を向上させるサポート
- 信頼、相互理解の強化
- 議員外交